# Grand Prix de la Somme 2007
Il Grand Prix de la Somme 2007, ventiduesima edizione della corsa e valida come evento dell'UCI Europe Tour 2007 categoria 1.1, si svolse il 21 settembre 2007 su un percorso totale di 191 km. Fu vinto dal francese Christophe Riblon che terminò la gara in 4h26'23", alla media di 43,02 km/h.
Al traguardo 87 ciclisti portarono a termine il percorso.

## Ordine d'arrivo (Top 10)
| Pos. | Corridore         | Squadra         | Tempo    |
| ---- | ----------------- | --------------- | -------- |
| 1    | Christophe Riblon | AG2R Prév.      | 4h26'23" |
| 2    | Yoann Offredo     | F. des Jeux     | a 5"     |
| 3    | Martin Elmiger    | AG2R Prév.      | a 9"     |
| 4    | Frédéric Finot    | Roubaix         | s.t.     |
| 5    | Yohann Gène       | Bouygues Tél.   | s.t.     |
| 6    | Lars Boom         | Rabobank Cont.  | s.t.     |
| 7    | Nico Sijmens      | Landbouwkrediet | a 18"    |
| 8    | Tom Veelers       | Rabobank Cont.  | s.t.     |
| 9    | Arnaud Gérard     | F. des Jeux     | s.t.     |
| 10   | Nicolas Hartmann  | Cofidis         | s.t.     |